# Jagex
Jagex Ltd. je podjetje z okoli štiristo zaposlenimi, ki se ukvarjajo z razvojem videoiger pod vodstvom Andrewa Gowerja. Podjetje zaposluje grafične oblikovalce, zvočne oblikovalce, podporo, itd. Njihov najbolj znan izdelek je igra Runescape.